# Базисный Питомник (Московская область)
Базисный Питомник — посёлок сельского типа в Наро-Фоминском районе Московской области входит в состав городского поселения Наро-Фоминск. Численность постоянного населения по Всероссийской переписи 2010 года — 106 человек. До 2006 года Базисный Питомник входил в состав Новофёдоровского сельского округа.
Посёлок расположен в центре района, на левом берегу реки Берёзовка (приток Нары), в полукилометре к юго-востоку (через шоссе М3 Украина) от Наро-Фоминска, высота центра над уровнем моря 200 м. Ближайшие населённые пункты — Ивановка в 0,6 км и Афанасовка в 0,8 км — обе на юго-востоке.